# Sceloporus hunsakeri
Espèce
Statut de conservation UICN

 LC  : Préoccupation mineure
Sceloporus hunsakeri est une espèce de sauriens de la famille des Phrynosomatidae.

## Répartition
Cette espèce est endémique de Basse-Californie du Sud au Mexique.

## Étymologie
Cette espèce est nommée en l'honneur de Don Hunsaker II.

## Publication originale
- Hall & Smith, 1979 : Lizards of the Sceloporus orcutti complex of the Cape region of Baja California. Breviora, no 452, p. 1-26 (texte intégral).